# 노래로 쏘아올린 기적
《노래로 쏘아 올린 기적》(Ya Tayr El Tayer, The Idol)은 팔레스타인에서 제작된 하니 아부 아사드 감독의 2015년 드라마 영화이다. 타우픽 바롬 등이 주연으로 출연하였고 아미라 디압 등이 제작에 참여하였다. 2015년 토론토 국제영화제의 스페셜 프레젠테이션스 부문에서 상영되었다. 제89회 아카데미상의 외국어 부문에 팔레스타이션 자격으로 입품되었으나 후보로 지명되지는 못했다.

## 출연

### 주연
- 타우픽 바롬
- 카이스 아타라
- 히바 아타라

### 조연
- 아메드 콰셈
- 압델 커림 바락카
- 테야 후세인
- 디마 아와데
- 나딘 라바키
- 이야드 후라니
- 아쉬라프 바롬
- 알리 슐리만
- 마이사 압드 엘하디
- 마날 아와드

## 기타
- 미술: 나엘 칸지
- 의상: 하마다 아탈라
- 배역: 아메르 흐헬